# Абрамово (Московская область)
Абрамово — деревня  в Сергиево-Посадском городском округе Московской области России.

## География
Деревня Абрамово расположена на севере Московской области, в юго-восточной части Сергиево-Посадского района, примерно в 55 км к северу от Московской кольцевой автодороги и 7 км к востоку от железнодорожной станции Сергиев Посад.
Ближайшие населённые пункты — деревни Ильинки, Назарьево и Шильцы.

### Климат
Климат характеризуется как умеренно континентальный, с умеренно холодной зимой и тёплым летом. Среднегодовая температура воздуха — +2,7 °C. Средняя температура воздуха самого холодного месяца (января) — −11,3 °C (абсолютный минимум — −48 °C), средняя температура самого тёплого (июля) — +17 °С (абсолютный максимум — +36 °C). Годовое количество атмосферных осадков — 630 мм, из которых около 70 % выпадает в период с апреля по октябрь.

## История
В «Списке населённых мест» 1862 года — казённая деревня 1-го стана Александровского уезда Владимирской губернии по левую сторону Троицкого торгового тракта из города Алексадрова в Сергиевский посад Московской губернии, в 35 верстах от уездного города и становой квартиры, при овраге Тетилове, с 18 дворами и 93 жителями (38 мужчин, 55 женщин).
По данным на 1895 год — деревня Ботовской волости Александровского уезда с 79 жителями (39 мужчин, 40 женщин). Основными промыслами населения являлись хлебопашество, выработка бумажных тканей и размотка шёлка, 10 человек уходили в качестве чернорабочих на отхожий промысел в Сергиев посад.
По материалам Всесоюзной переписи населения 1926 года — деревня Назарьевского сельсовета Шараповской волости Сергиевского уезда Московской губернии в 6,4 км от местного шоссе и 8,5 км от станции Сергиево Северной железной дороги; проживало 69 жителей (29 мужчин, 40 женщин), насчитывалось 15 крестьянских хозяйств.
С 1929 года — населённый пункт Московской области в составе:
- Тураковского сельсовета Сергиевского района (1929—1930)[5],
- Тураковского сельсовета Загорского района (1930—1963, 1965—1991)[6][7][8],
- Тураковского сельсовета Мытищинского укрупнённого сельского района (1963—1965)[7],
- Тураковского сельсовета Сергиево-Посадского района (1991—1994)[8],
- Тураковского сельского округа Сергиево-Посадского района (1994—2006)[9],
- сельского поселения Лозовское Сергиево-Посадского района (2006—2019)[10][11],
- Сергиево-Посадского городского округа (2019—н.в.)[12].

## Население
Начиная с переписи населения 2010 года в состав деревни также включается население расположенного поблизости военного городка Абрамово.
| 1859 | 1895 | 1905 | 1926 | 2002 | 2006 | 2010 |
| ---- | ---- | ---- | ---- | ---- | ---- | ---- |
| 93   | ↘79  | ↗86  | ↘69  | ↘2   | ↗5   | ↗736 |

## Инфраструктура
К деревне приписано четыре садоводческих товарищества (СНТ).

## Транспорт
В 2 км северо-западнее деревни проходит Ярославское шоссе М8, в 25 км к югу — Московское малое кольцо А107, в 5 км к северо-востоку — Московское большое кольцо А108, в 21 км к юго-востоку — Фряновское шоссе Р110.